# Binic-Étables-sur-Mer
Binic-Étables-sur-Mer ist eine französische Gemeinde mit 7020 Einwohnern (Stand 1. Januar 2022) in der Region Bretagne. Sie gehört zum Département Côtes-d’Armor, zum Arrondissement Saint-Brieuc und zum Kanton Plouha. Sie entstand mit Wirkung vom 1. März 2016 durch die Fusion von Binic und Étables-sur-Mer. Sie grenzt im Westen an den Ärmelkanal. Nachbargemeinden sind Pordic, Lantic, Plourhan und Saint-Quay-Portrieux.

## Sehenswürdigkeiten

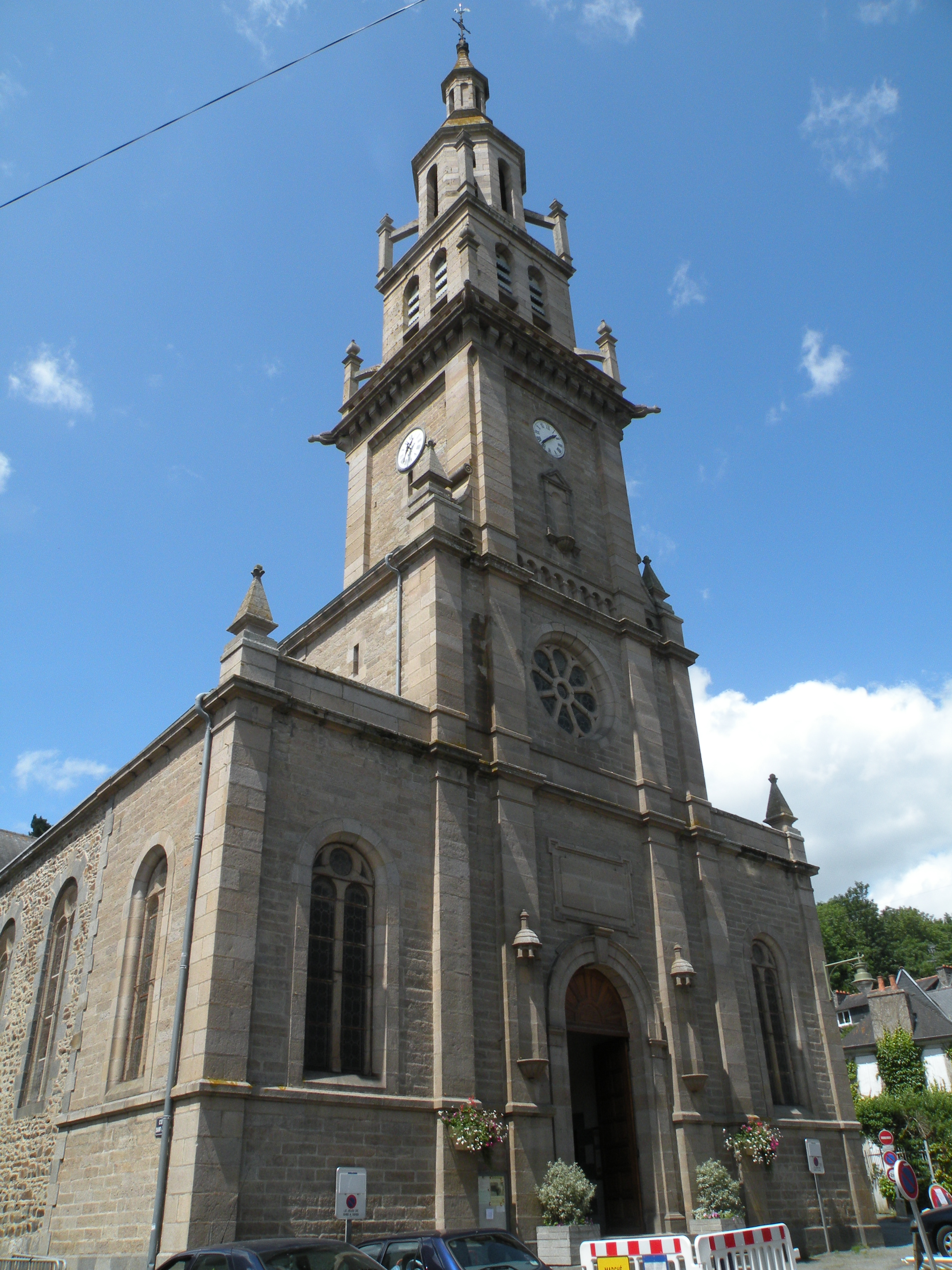
Kirche Notre-Dame-de-Bon-Voyage im Ortsteil Binic

## Gemeindegliederung
| Ortsteil                            | ehemaliger INSEE-Code | Fläche (km²) | Höhenlage (m) | Einwohnerzahl (2016) |
| ----------------------------------- | --------------------- | ------------ | ------------- | -------------------- |
| Binic                               | 22007                 | 5,96         | 0–86          | 3887                 |
| Étables-sur-Mer (Verwaltungssitz)00 | 22055                 | 9,38         | 0–82          | 3078                 |